# 770 Broadway
770 Broadway es un gran edificio de oficinas comerciales de uso mixto en NoHo, Manhattan, en el Bajo Manhattan, Ciudad de Nueva York . El edificio ocupa una cuadra entera entre las calles 9 y 8 de norte a sur, y entre Broadway y la cuarta avenida, de oeste a este. Inicialmente albergó los grandes almacenes de Wanamaker, ahora desaparecidos.

## Historia
770 Broadway fue construido entre 1903 y 1907 por el arquitecto estadounidense Daniel Hudson Burnham como un anexo a los grandes almacenes originales de Wanamaker's en Nueva York, que estaba al otro lado de la calle 9 hacia el norte y había comenzado su vida como el "Palacio de Hierro" de AT Stewart en 1862. Los dos edificios estaban conectados por un puente elevado, apodado el "Puente del Progreso", así como por un túnel debajo de la calle 9. El anexo originalmente incluía un patio central y un auditorio con un órgano de tubos. El auditorio acogió ambiciosos musicales con los mejores músicos y orquestas, y también fue uno de los primeros estudios de televisión.
En 1954, debido a la migración hacia el norte del distrito comercial, Wanamaker's decidió cerrar el negocio. Los grandes almacenes en ese momento se estaban expandiendo a los suburbios. El lote del norte se vendió en 1955. Un incendio al año siguiente destruyó el edificio Stewart mientras estaba bajo demolición, hiriendo a setenta personas. El anexo en 770 Broadway sobrevivió y se convirtió en espacio de oficinas que rápidamente se llenó de inquilinos, entre ellos Chemical Bank (ahora JP Morgan Chase ).

## Inquilinos actuales
770 Broadway alberga varias marcas mundiales importantes, que incluyen:
- Verizon Media,[6] incluidas varias de sus marcas:
  - HuffPost [7]
  - Yahoo!
  - AOL[8]
  - Engadget
  - Moviefone
- Facebook,[9] que alquila 6 pisos y tiene acceso exclusivo al techo[10]
- J.Crew[11]
- Nielsen[12]

El sótano, el nivel de la calle y el segundo piso están alquilados por una tienda departamental de descuento Kmart, inaugurada en 1996.